# Подпоручик
Подпору́чик (в 1722—1730 годах в Табели о рангах официально именовался как унтер-лейтенант) — обер-офицерский чин в пехоте, артиллерии, инженерных и железнодорожных войсках русской армии, а также на флоте (Корпус морской артиллерии, Корпус флотских штурманов), введённый Петром I в 1703 году. Кроме того, в XVIII—XIX веках он существовал и в кавалерии: до 1786 года — в кирасирских и карабинерных полках, до 1796 года — в гусарских полках, до 1811 года — в драгунских полках. Второй, после прапорщика, офицерский чин русской армии либо воинское звание младшего офицера в армиях некоторых европейских государств (Польша, Чехия и др.).
Аналог этого чина в армиях большинства современных государств мира — офицерское звание младший лейтенант.

## Российская империя
С 1722 года (согласно Табели о рангах) — военный чин 10-го класса в гвардии, 12-го класса в артиллерии и инженерных войсках, 13-го класса в армейской пехоте и кавалерии (с 1884 года в армии — чин 12-го класса, в гвардии — 10-го класса).
С упразднением в 1884 году для мирного времени чина прапорщика фактически стал первым офицерским чином во всех родах оружия гвардии и армии, кроме кавалерии и казачьих войск, где ему соответствовали чины корнета и хорунжего.
До 1845 года чин подпоручика давал право на потомственное дворянство [отменено манифестом от 11 (23) июня 1845 года].
| младший офицерский чин: прапорщик | подпоручик (корнет; хорунжий) | старший офицерский чин: поручик |

### Прекращение существования
На территории Петроградского военного округа прекратил существование с 3 (16) декабря 1917 года на основании приказа по округу.
В армейских частях на остальной территории Российской республики, подконтрольной Совнаркому, прекратил существование с 17 (30) декабря 1917 года — даты вступления в силу принятого Совнаркомом «Декрета об уравнении всех военнослужащих в правах».
Во флоте прекратил существование с 12 (25) января 1918 года — даты вступления в силу «Декрета о демократизации флота», подписанного наркомом по морским делам П. Е. Дыбенко и управляющим Морским министерством М. В. Ивановым.
На территориях, подконтрольных армиям Белого движения, чин подпоручика существовал до октября 1922 года.

## В армиях других государств
В Войске Польском, в Чехословацкой народной армии и Югославской народной армии — первичное воинское звание младшего офицера, соответствующее современному российскому младшему лейтенанту. В армии Чешской республики звание подпоручика было отменено с 1 января 2011 года.

## Знаки различия

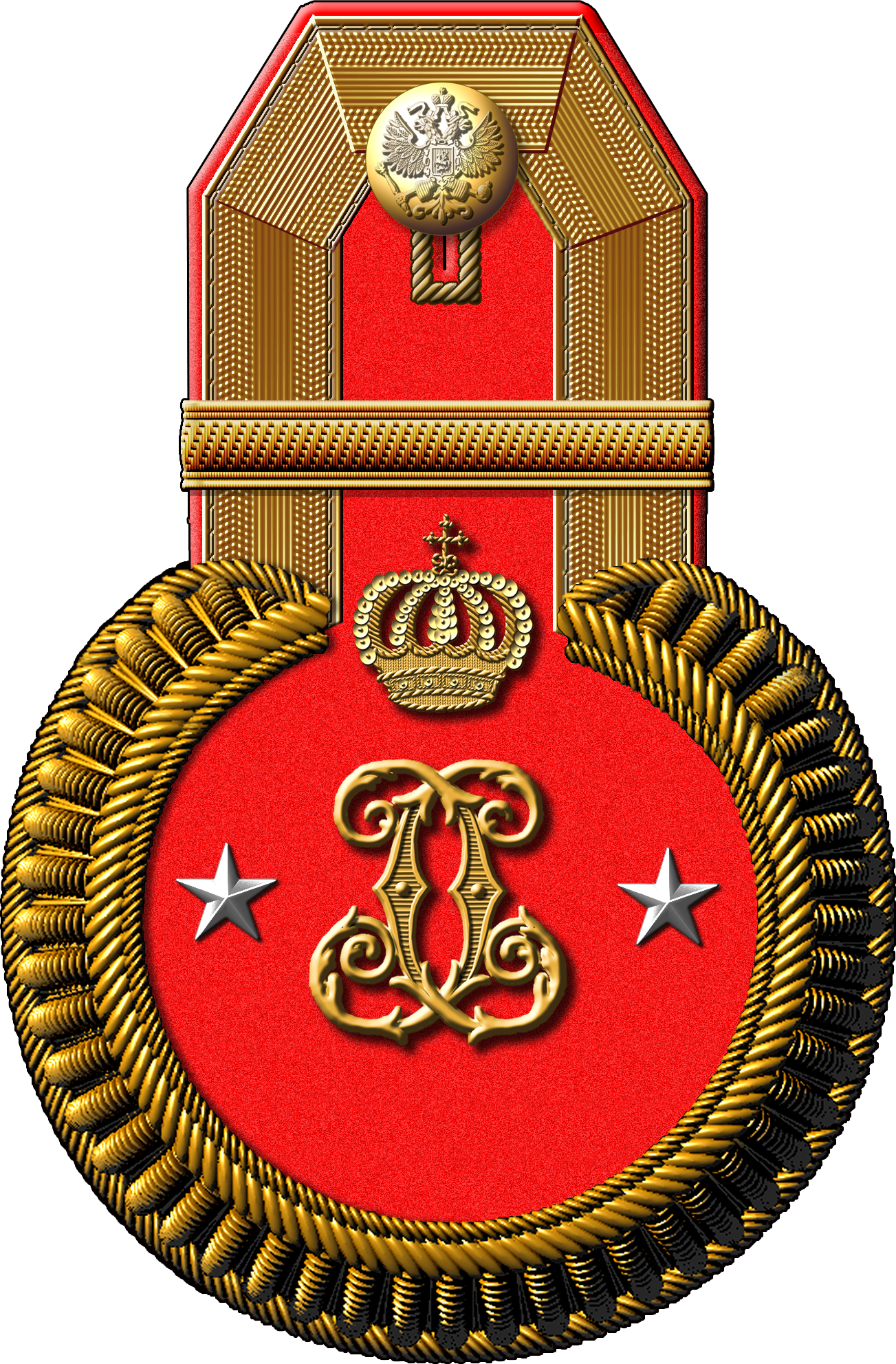
Эполет подпоручика 18-го пехотного Вологодского полка
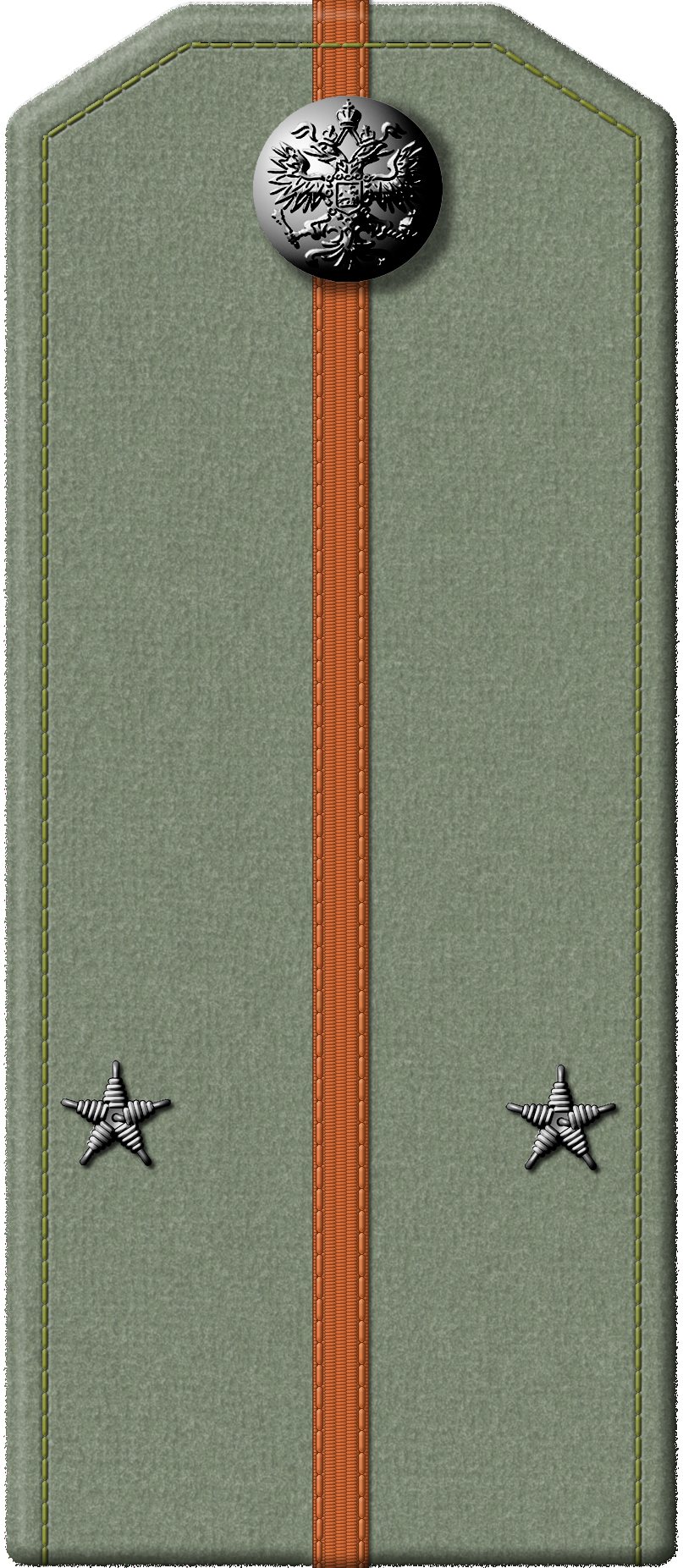
Погон подпоручика русской армии в 1914—1917 годах и Белого движения в 1918—1922 годах
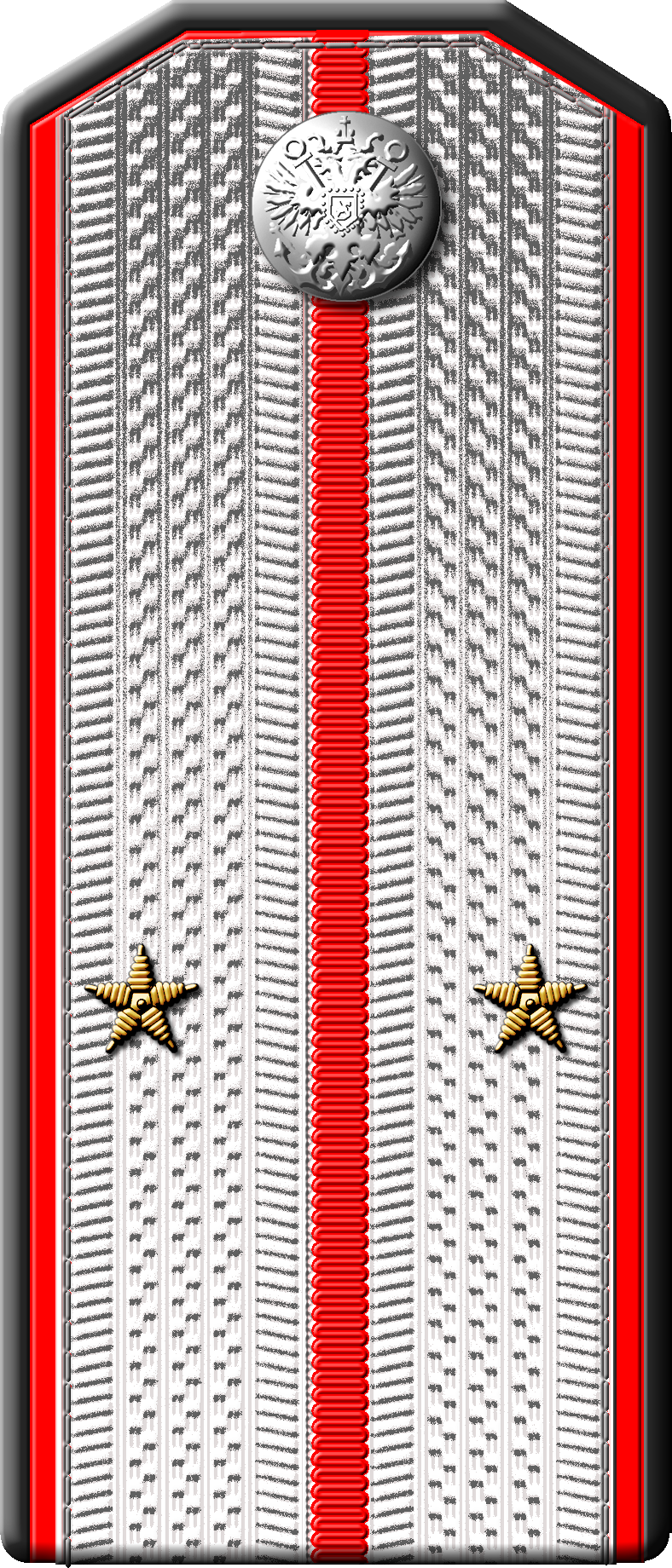
Погон подпоручика по Адмиралтейству, 1904—1917 годы
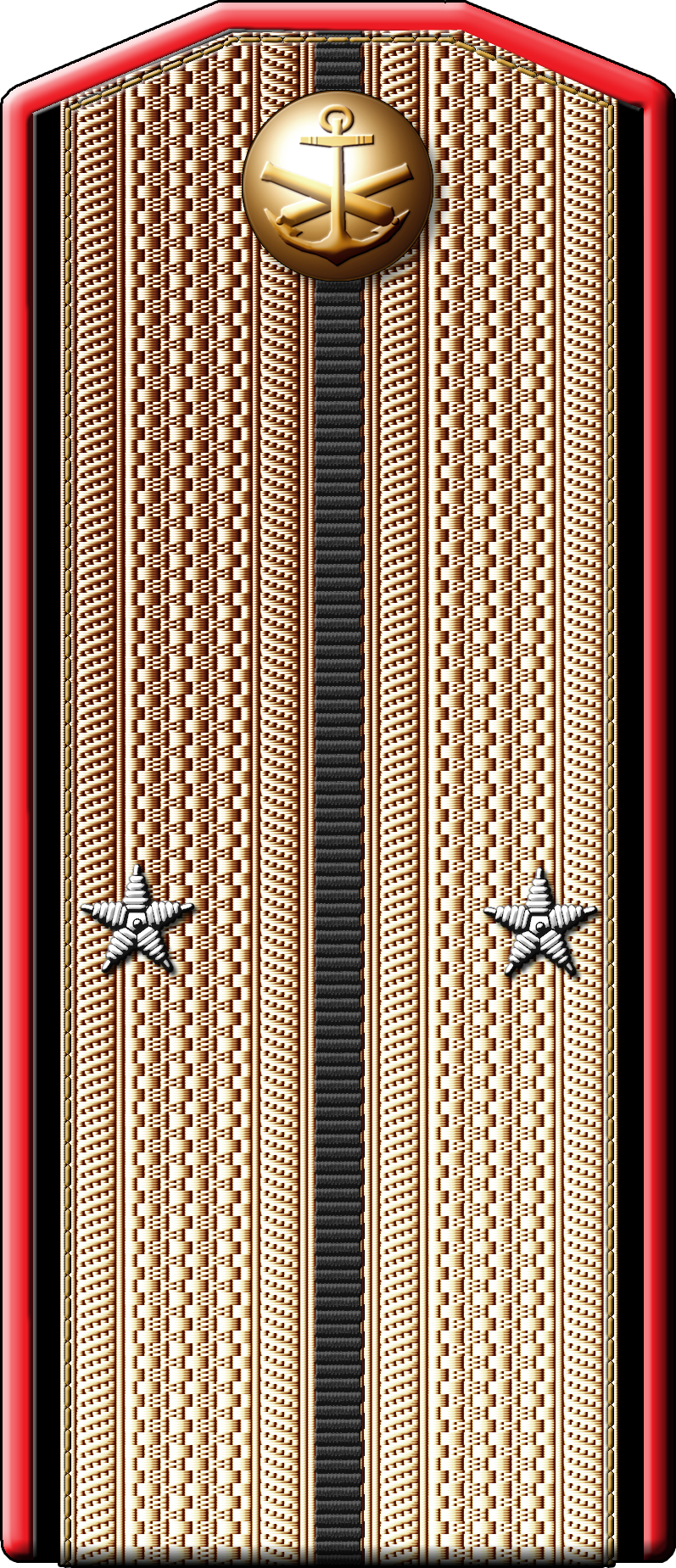
Погон подпоручика Корпуса морской артиллерии, 1855—1904 годы
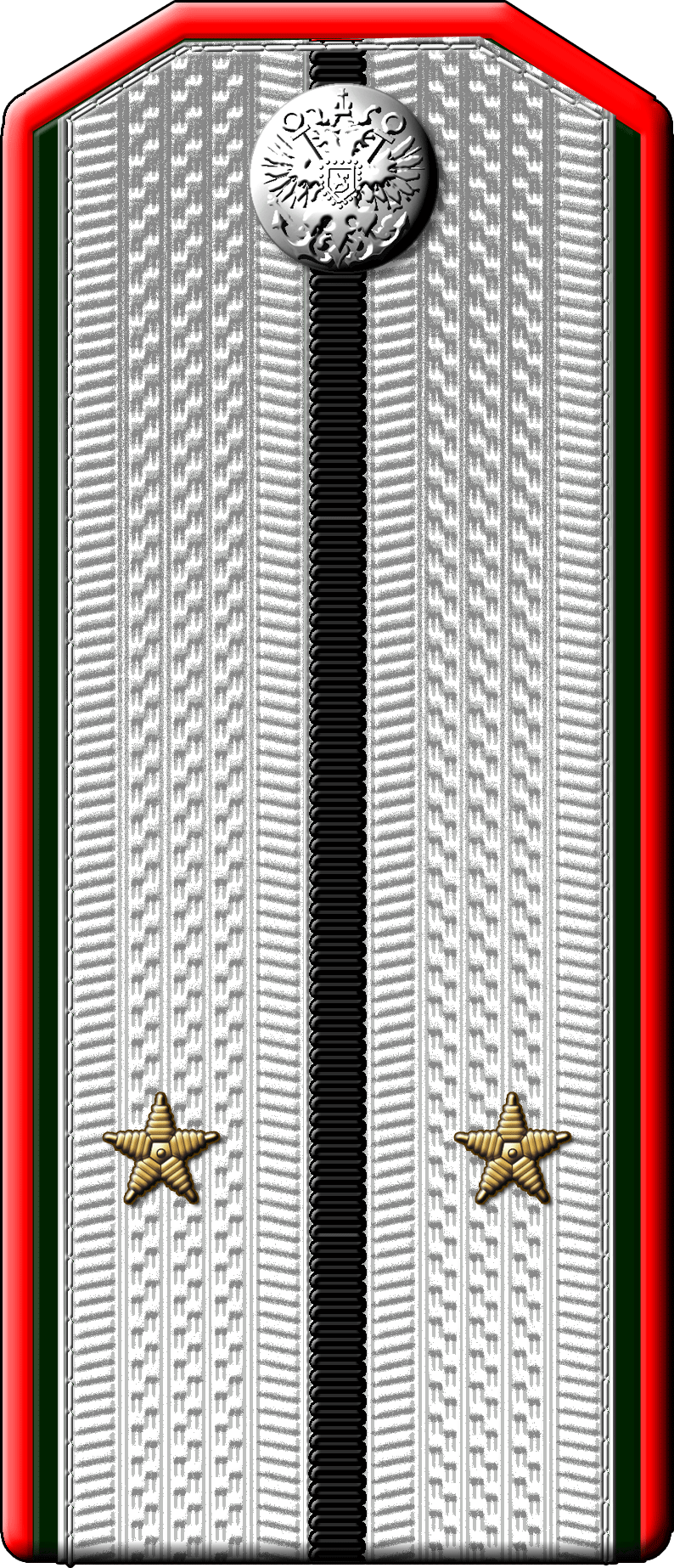
Погон подпоручика Корпуса флотских штурманов, 1904—1917 годы

### В ВС других государств
На погонах, погончиках:
|                                                       |                                   |           |                                                |                                       |                                |                        |
| Podporučík Чехословакия (ЧССР) и Чехия (до 2011 года) | Болгарское царство (до 1946 года) | Югославия | Potporučnik Босния и Герцеговина (с 2006 года) | Потпоручник СФРЮ и Сербия (1982—2006) | Потпоручник Северная Македония | Potporučnik Черногория |